# Potzontepec
Potzontepec är en ort i kommunen Sultepec i delstaten Mexiko i Mexiko. Samhället hade 604 invånare vid folkräkningen 2020.